# Dorino I Gattilusio
Dorino I Gattilusio (m. 30 de junho de 1455) foi o quarto senhor de Lesbos entre 1428 e 1455. Era o segundo filho de Francesco II Gattilusio com Valentina Doria e sucedeu ao seu irmão mais velho, Jacopo Gattilusio, em 1428. Antes disso, havia sido governador da Foceia pelo menos desde 1423/4.

## Reinado
Logo depois de assumir o controle de Lesbos, Dorino informou a República de Gênova que deseja fazer parte do tratado com Afonso V de Aragão, o que o colocou em guerra contra Veneza pelos anos seguintes.
Durante seu mandato, o castelo de Kokkinos, em Lemnos, e a ilha de Thasos passaram para o controle de Lesbos. Porém, Dorino ficou acamado de 1449 em diante e seu filho, Domenico, passou a tratar dos assuntos do reino em seu nome.
Depois da queda de Constantinopla, cresceu a hegemonia otomana no mar Egeu e, quando um almirante turco desembarcou em Lesbos em junho de 1455 à caminho de Rodes, Domenico acreditou ser um astuto ato diplomático enviar um representante, o historiador Ducas, ao dignitário turco com belos presentes de "6 roupas de seda e lã tecida, 6 000 peças de prata, 20 bois, 50 ovelhas e mais de 800 medidas de vinho, 2 bushels de biscoito e um de pão, mais de 500 kg de queijo e incontáveis frutas", além de presentes para os oficiais do almirante. Dorino morreu não muito depois desta visita.

## Família
Dorino casou-se com Orietta Doria, da família Doria, que ficou famosa em 1450 quando liderou os habitantes de Molives no Lemnos que conseguiram repelir um ataque turco à ilha. O casal teve seis filhos conhecidos:
- Francesco III Gattilusio, senhor de Thasos, casou-se com uma filha de seu tio paterno, Palamede de Ainos
- Domenico Gattilusio, reinou em Lesbos entre 1455 e 1458.
- Niccolò Gattilusio, reinou em Lesbos entre 1458 e 1462.
- Ginevra Gattilusio, casou-se em 1444 com Giacomo II Crispo do Ducado do Arquipélago.[7]
- Caterina Gattilusio (m. 1442), casou-se com Constantino XI.[8]
- Maria Gattilusio, casou-se com Alexandre de Trebizonda, filho de Aleixo IV de Trebizonda e coimperador.